# The Sun Also Rises (film 2007)
The Sun Also Rises (Taiyang zhaochang shenqi) è un film del 2007 diretto da Jiang Wen.